# Villers-Carbonnel
Villers-Carbonnel és un municipi francès situat al departament del Somme i a la regió dels Alts de França. L'any 2007 tenia 299 habitants.

## Demografia

### Població

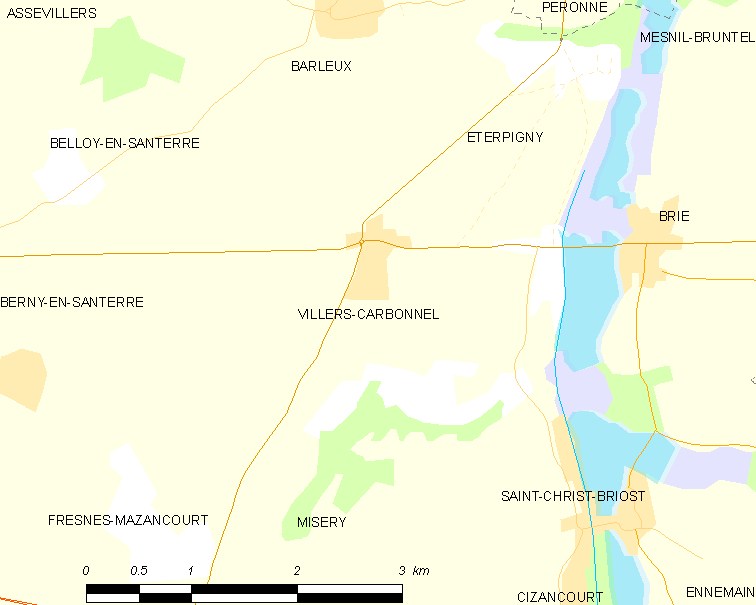

El 2007 la població de fet de Villers-Carbonnel era de 299 persones. Hi havia 117 famílies de les quals 24 eren unipersonals (16 homes vivint sols i 8 dones vivint soles), 32 parelles sense fills, 45 parelles amb fills i 16 famílies monoparentals amb fills.
La població ha evolucionat segons el següent gràfic:
Habitants censats

### Habitatges

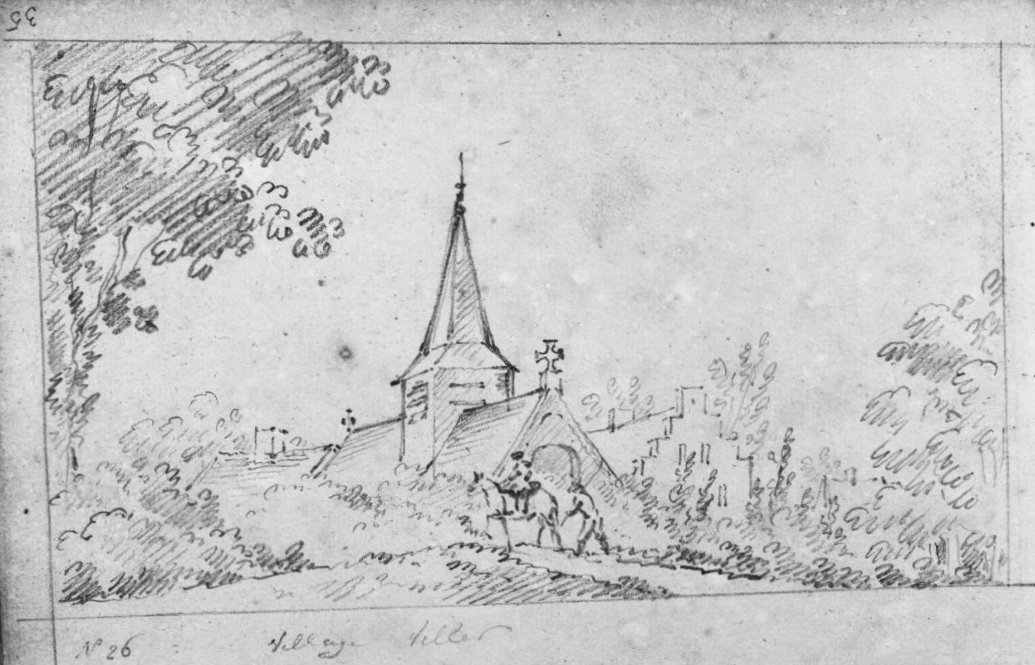

El 2007 hi havia 140 habitatges, 115 eren l'habitatge principal de la família, 12 eren segones residències i 13 estaven desocupats. 124 eren cases i 15 eren apartaments. Dels 115 habitatges principals, 88 estaven ocupats pels seus propietaris, 26 estaven llogats i ocupats pels llogaters i 1 estava cedit a títol gratuït; 2 tenien una cambra, 7 en tenien dues, 12 en tenien tres, 29 en tenien quatre i 65 en tenien cinc o més. 98 habitatges disposaven pel capbaix d'una plaça de pàrquing. A 55 habitatges hi havia un automòbil i a 48 n'hi havia dos o més.

### Piràmide de població
La piràmide de població per edats i sexe el 2009 era:
| Homes | Edats   | Dones |
| ----- | ------- | ----- |
| 0     | 95 o +  | 0     |
| 0     | 90 a 94 | 0     |
| 4     | 85 a 89 | 0     |
| 0     | 80 a 84 | 4     |
| 8     | 75 a 79 | 12    |
| 4     | 70 a 74 | 16    |
| 4     | 65 a 69 | 8     |
| 0     | 60 a 64 | 8     |
| 8     | 55 a 59 | 0     |
| 8     | 50 a 54 | 8     |
| 12    | 45 a 49 | 13    |
| 12    | 40 a 44 | 4     |
| 8     | 35 a 39 | 12    |
| 12    | 30 a 34 | 0     |
| 12    | 25 a 29 | 20    |
| 4     | 20 a 24 | 12    |
| 13    | 15 a 19 | 4     |
| 8     | 10 a 14 | 8     |
| 8     | 5 a 9   | 16    |
| 4     | 0 a 4   | 16    |

## Economia
El 2007 la població en edat de treballar era de 191 persones, 138 eren actives i 53 eren inactives. De les 138 persones actives 121 estaven ocupades (68 homes i 53 dones) i 17 estaven aturades (8 homes i 9 dones). De les 53 persones inactives 12 estaven jubilades, 17 estaven estudiant i 24 estaven classificades com a «altres inactius».

### Ingressos
El 2009 a Villers-Carbonnel hi havia 121 unitats fiscals que integraven 326 persones, la mediana anual d'ingressos fiscals per persona era de 15.406 €.

### Activitats econòmiques
Dels 15 establiments que hi havia el 2007, 1 era d'una empresa alimentària, 5 d'empreses de fabricació d'altres productes industrials, 1 d'una empresa de construcció, 2 d'empreses de comerç i reparació d'automòbils, 1 d'una empresa de transport, 1 d'una empresa d'hostatgeria i restauració, 3 d'empreses de serveis i 1 d'una entitat de l'administració pública.
Dels 2 establiments de servei als particulars que hi havia el 2009, 1 era una lampisteria i 1 restaurant.
L'any 2000 a Villers-Carbonnel hi havia 7 explotacions agrícoles.

## Equipaments sanitaris i escolars
El 2009 hi havia una escola maternal integrada dins d'un grup escolar amb les comunes properes formant una escola dispersa.

## Poblacions més properes
El següent diagrama mostra les poblacions més properes.